# Лисман (Алабама)
Лисман (енгл. Lisman) град је у америчкој савезној држави Алабама. По попису становништва из 2010. у њему је живело 539 становника.

## Демографија
Према попису становништва из 2010. у граду је живело 539 становника, што је 114 (17,5%) становника мање него 2000. године.
| Група             | 2000.       | 2010.       |
| Белци             | 47 (7,2%)   | 36 (6,7%)   |
| Афроамериканци    | 597 (91,4%) | 497 (92,2%) |
| Азијати           | 0 (0,0%)    | 0 (0,0%)    |
| Хиспаноамериканци | 1 (0,2%)    | 1 (0,2%)    |
| Укупно            | 653         | 539         |